# Coupe du monde de ski alpin 2007-2008
Navigation
Édition précédente Édition suivante
La coupe du monde de ski alpin 2007-2008 est la 42e édition de la coupe du monde de ski alpin, compétition de ski alpin organisée annuellement. Elle se déroule du 27 octobre 2007 au 16 mars 2008.
Les hommes disputent 40 épreuves : 11 descentes, 5 super-G, 6 géants, 10 slaloms et 4 combinés.
Les femmes disputent 35 épreuves : 9 descentes, 7 super-G, 7 géants et 9 slaloms et 3 combinés.
Au cours de la saison 2007-2008, il n'y a ni Jeux olympiques ni championnats du monde.

## Tableau d'honneur
| Catégorie | Messieurs       | Dames          |
| --------- | --------------- | -------------- |
| Général   | Bode Miller     | Lindsey Vonn   |
| Descente  | Didier Cuche    | Lindsey Vonn   |
| Super G   | Hannes Reichelt | Maria Riesch   |
| Géant     | Ted Ligety      | Denise Karbon  |
| Slalom    | Manfred Mölgg   | Marlies Schild |
| Combiné   | Ted Ligety      | Maria Riesch   |

## Résumé de la saison
Le skieur américain, Bode Miller extrêmement régulier et polyvalent domine la saison et remporte son deuxième « gros globe » après 2005.
Auteur d'un début de saison contrasté marqué par plusieurs sorties de pistes et un seul podium en super G, l'américain se libère avant la trêve au détour d'une victoire en descente à Bormio et devient irrésistible en descente (2 victoires, 4 podiums) et en combiné (3 victoires, 4 podiums et globe de cristal). Ces performances solides dans ces deux disciplines combinées aux points précieux acquis dans les autres lui permettent de se détacher et de s'assurer mathématiquement le classement général après sa douzième place dans le super G des finales à Bormio. Miller devance finalement de 111 points l'Autrichien Benjamin Raich lui aussi polyvalent mais moins constant (1 victoire en slalom et 7 podiums).
Le Suisse Didier Cuche confirme son retour au premier plan. Extrêmement régulier en descente (1 victoire et 6 podiums), il résiste au retour de Miller pour remporter son deuxième globe de la discipline avec cinq points d'avance et échoue pour un point dans le classement du super G devancé par Hannes Reichelt alors qu'il ne lui suffisait que de finir dans les quinze meilleurs du dernier super G de la saison (16e). Très à l'aise aussi en géant (2 podiums et quatrième du classement), Cuche échoue au troisième rang du classement général à 146 points de Miller.
Ted Ligety réalise une grande saison en géant ne quittant le top 5 qu'une seule fois à Adelboden. Vainqueur à deux reprises et auteur de quatre podiums, Ligety remporte son premier globe de cristal de géant devant Raich et Mölgg. Présent en combiné et redevenu régulier en slalom (deux podiums), le jeune skieur de Park City termine cinquième du classement général et s'impose comme un futur prétendant au classement général.
En slalom, la saison est marquée par la révélation de Jean-Baptiste Grange qui galvanisé par son premier succès en coupe du monde à Alta Badia avant les fêtes, inscrit son nom en janvier au palmarès des grandes classiques de la saison. En effet, le skieur de Valloire signe un doublé combiné-slalom à Wengen et s'impose une quatrième fois la semaine suivante lors du slalom de Kitzbühel. Large leader du classement du slalom à la fin du mois de janvier, le ski de Grange s'étiole peu à peu et permet à Manfred Mölgg auteur de plusieurs podiums et victorieux à Garmisch de revenir à 21 points avant le slalom des finales. Le français, quatrième de la première manche part à la faute à quelques portes de l'arrivée tandis que son rival italien assure la 6e place lui permettant de conquérir le globe de cristal avec 19 points d'avance.
Marcel Hirscher, jeune prodige autrichien âgé de 19 ans signe ses premiers podiums en fin de saison lors des slaloms de Kranjska Gora et de Bormio malgré des dossards élevés.
Aksel Lund Svindal tenant du classement général débute idéalement la saison par deux victoires en géant à Sölden et en super G à Lake Louise mais voit son élan brisé lors du premier entrainement de la descente de Beaver Creek. Le norvégien victime d'une chute spectaculaire consécutive à un déséquilibre après le saut du « Golden Eagle », souffre d'une double fracture du nez, une fracture de la pommette et d'une entaille profonde derrière la cuisse gauche et déclare forfait pour la suite de la saison.
Lindsey Vonn remporte sa première coupe du monde 25 ans après Tamara McKinney dernière américaine lauréate.
L'Américaine âgée de 25 ans construit son succès au général grâce à sa domination en descente, discipline dans laquelle elle ne quitte jamais le top 5 de la saison, remporte cinq succès et devance Renate Götschl sa dauphine de plus de 300 points. Régulière en combiné ou elle remporte un succès et en super G (sixième du classement), Vonn marque aussi des points précieux en géant ainsi qu'en slalom qui lui permettent d'assurer le général avant même les finales.
Elle devance de 220 points Nicole Hosp la tenante du titre toujours aussi efficace en slalom ou elle signe deux succès et plusieurs podiums mais moins régulière que la saison précédente dans les autres disciplines (deux podiums en super G et en géant).
La saison marque aussi le retour de Maria Riesch au plus haut niveau. L'Allemande victime de nombreuses blessures qui ont freiné sa carrière pendant plus de deux ans renoue avec le succès en super G (Cortina) et en combiné (Whistler), signe sept podiums dans toutes les disciplines à l'exception du géant, accroche les globes du super G et du combiné et termine troisième du classement général.
En géant Denise Karbon réalise le tour de force de remporter cinq courses sur sept. Victorieuse du globe de cristal devant l'autrichienne Elisabeth Görgl, la skieuse italienne n'hésite pas à concourir malgré des blessures sérieuses et se taille une réputation de dure au mal.
Comme la saison précédente, Marlies Schild domine la saison en slalom. L'Autrichienne est cependant accrochée jusqu'au bout par sa rivale et compatriote Nicole Hosp moins victorieuse mais plus régulière au niveau des places d'honneur au point de ne compter que 65 points de retard à la veille du slalom des finales. Schild ne craque pas et remporte son cinquième succès de la saison qui lui permet de conserver le globe de cristal de la discipline.

## Système de points
Le vainqueur d'une épreuve de coupe du monde se voit attribuer 100 points pour le classement général. Les skieurs classés aux trente premières places marquent des points.
| Place  | 1er | 2d | 3e | 4e | 5e | 6e | 7e | 8e | 9e | 10e | 11e | 12e | 13e | 14e | 15e | 16e | 17e | 18e | 19e | 20e | 21e | 22e | 23e | 24e | 25e | 26e | 27e | 28e | 29e | 30e |
| ------ | --- | -- | -- | -- | -- | -- | -- | -- | -- | --- | --- | --- | --- | --- | --- | --- | --- | --- | --- | --- | --- | --- | --- | --- | --- | --- | --- | --- | --- | --- |
| Points | 100 | 80 | 60 | 50 | 45 | 40 | 36 | 32 | 29 | 26  | 24  | 22  | 20  | 18  | 16  | 15  | 14  | 13  | 12  | 11  | 10  | 9   | 8   | 7   | 6   | 5   | 4   | 3   | 2   | 1   |

## Classement général
| Rang | Nom                  | Points |
| ---- | -------------------- | ------ |
| 1    | Bode Miller          | 1409   |
| 2    | Benjamin Raich       | 1298   |
| 3    | Didier Cuche         | 1263   |
| 4    | Manfred Mölgg        | 924    |
| 5    | Ted Ligety           | 898    |
| 6    | Ivica Kostelić       | 829    |
| 7    | Daniel Albrecht      | 795    |
| 8    | Jean-Baptiste Grange | 793    |
| 9    | Didier Defago        | 645    |
| 10   | Mario Matt           | 594    |
|      | Hannes Reichelt      | 594    |
| 12   | Christoph Gruber     | 537    |
| 13   | John Kucera          | 528    |
| 14   | Michael Walchhofer   | 522    |
| 15   | Rainer Schönfelder   | 520    |
| 16   | Andrej Jerman        | 500    |
| 17   | Julien Lizeroux      | 479    |
| 18   | Erik Guay            | 467    |
| 19   | Marco Büchel         | 451    |
| 20   | Reinfried Herbst     | 450    |

| Rang | Nom                | Points |
| ---- | ------------------ | ------ |
| 1    | Lindsey Vonn       | 1403   |
| 2    | Nicole Hosp        | 1183   |
| 3    | Maria Riesch       | 1146   |
| 4    | Elisabeth Görgl    | 1137   |
| 5    | Marlies Schild     | 1120   |
| 6    | Anja Pärson        | 973    |
| 7    | Julia Mancuso      | 938    |
| 8    | Tanja Poutiainen   | 781    |
| 9    | Renate Götschl     | 731    |
| 10   | Denise Karbon      | 651    |
| 11   | Ingrid Jacquemod   | 586    |
| 12   | Britt Janyk        | 570    |
| 13   | Kathrin Zettel     | 558    |
| 14   | Emily Brydon       | 546    |
| 15   | Veronika Zuzulová  | 511    |
| 16   | Sarka Zahrobska    | 503    |
| 17   | Nadia Styger       | 474    |
| 18   | Manuela Mölgg      | 453    |
| 19   | Kelly Vanderbeek   | 445    |
| 20   | Andrea Fischbacher | 360    |

## Classements de chaque discipline
Les noms en gras remportent les titres des disciplines.

### Descente
| Rang | Nom                    | Points |
| ---- | ---------------------- | ------ |
| 1    | Didier Cuche           | 584    |
| 2    | Bode Miller            | 579    |
| 3    | Michael Walchhofer     | 407    |
| 4    | Marco Sullivan         | 278    |
| 5    | Werner Heel            | 273    |
| 6    | Manuel Osborne-Paradis | 266    |
| 7    | Andrej Jerman          | 265    |
| 8    | Klaus Kröll            | 232    |
| 9    | Didier Defago          | 225    |
| 10   | Marco Büchel           | 218    |

| Rang | Nom              | Points |
| ---- | ---------------- | ------ |
| 1    | Lindsey Vonn     | 755    |
| 2    | Renate Götschl   | 448    |
| 3    | Britt Janyk      | 390    |
| 4    | Anja Pärson      | 331    |
| 5    | Kelly Vanderbeek | 323    |
| 6    | Nadia Styger     | 303    |
| 7    | Julia Mancuso    | 282    |
| 8    | Ingrid Jacquemod | 228    |
| 9    | Maria Riesch     | 224    |
| 10   | Emily Brydon     | 218    |

### Super G
| Rang | Nom              | Points |
| ---- | ---------------- | ------ |
| 1    | Hannes Reichelt  | 341    |
| 2    | Didier Cuche     | 340    |
| 3    | Benjamin Raich   | 286    |
| 4    | Didier Defago    | 262    |
| 5    | Christoph Gruber | 251    |
| 6    | Erik Guay        | 240    |
| 7    | Marco Büchel     | 230    |
| 8    | Bode Miller      | 211    |
| 9    | Mario Scheiber   | 205    |
| 10   | Hermann Maier    | 192    |

| Rang | Nom                   | Points |
| ---- | --------------------- | ------ |
| 1    | Maria Riesch          | 374    |
| 2    | Elisabeth Görgl       | 326    |
| 3    | Fabienne Suter        | 305    |
| 4    | Renate Götschl        | 283    |
| 5    | Emily Brydon          | 270    |
| 6    | Lindsey Vonn          | 262    |
| 7    | Anja Pärson           | 246    |
| 8    | Julia Mancuso         | 238    |
| 9    | Alexandra Meissnitzer | 226    |
| 10   | Nicole Hosp           | 222    |

### Géant
| Rang | Nom                   | Points |
| ---- | --------------------- | ------ |
| 1    | Ted Ligety            | 485    |
| 2    | Benjamin Raich        | 438    |
| 3    | Manfred Mölgg         | 376    |
| 4    | Didier Cuche          | 293    |
| 5    | Daniel Albrecht       | 284    |
| 6    | Massimiliano Blardone | 275    |
| 7    | Marc Berthod          | 249    |
| 8    | Hannes Reichelt       | 245    |
| 9    | Kalle Palander        | 240    |
| 10   | John Kucera           | 173    |

| Rang | Nom              | Points |
| ---- | ---------------- | ------ |
| 1    | Denise Karbon    | 592    |
| 2    | Elisabeth Görgl  | 479    |
| 3    | Manuela Mölgg    | 359    |
| 4    | Tanja Poutiainen | 297    |
| 5    | Julia Mancuso    | 253    |
| 6    | Kathrin Zettel   | 249    |
| 7    | Nicole Hosp      | 241    |
| 8    | Kathrin Hölzl    | 236    |
| 9    | Ingrid Jacquemod | 210    |
| 10   | Nicole Gius      | 202    |

### Slalom
| Rang | Nom                  | Points |
| ---- | -------------------- | ------ |
| 1    | Manfred Mölgg        | 531    |
| 2    | Jean-Baptiste Grange | 512    |
| 3    | Reinfried Herbst     | 450    |
| 4    | Mario Matt           | 427    |
| 5    | Ivica Kostelić       | 425    |
| 6    | Julien Lizeroux      | 389    |
| 7    | Felix Neureuther     | 387    |
| 8    | Benjamin Raich       | 358    |
| 9    | Ted Ligety           | 274    |
| 10   | Jens Byggmark        | 256    |

| Rang | Nom               | Points |
| ---- | ----------------- | ------ |
| 1    | Marlies Schild    | 640    |
| 2    | Nicole Hosp       | 515    |
| 3    | Veronika Zuzulová | 501    |
| 4    | Tanja Poutiainen  | 484    |
| 5    | Sarka Zahrobska   | 392    |
| 6    | Therese Borssen   | 343    |
| 7    | Chiara Costazza   | 310    |
| 8    | Maria Riesch      | 249    |
| 9    | Kathrin Zettel    | 192    |
| 10   | Nina Løseth       | 179    |

### Combiné
| Rang | Nom                  | Points |
| ---- | -------------------- | ------ |
| 1    | Bode Miller          | 410    |
| 2    | Ivica Kostelić       | 256    |
| 3    | Daniel Albrecht      | 245    |
| 4    | Jean-Baptiste Grange | 220    |
| 5    | Rainer Schönfelder   | 206    |
| 6    | Benjamin Raich       | 183    |
| 7    | Ted Ligety           | 131    |
| 8    | Natko Zrnčić-Dim     | 124    |
| 9    | Andrej Jerman        | 111    |
| 10   | Peter Fill           | 95     |

| Rang | Nom              | Points |
| ---- | ---------------- | ------ |
| 1    | Maria Riesch     | 260    |
| 2    | Lindsey Vonn     | 200    |
| 3    | Anja Pärson      | 160    |
| 4    | Sandrine Aubert  | 110    |
| 5    | Marlies Schild   | 106    |
| 6    | Julia Mancuso    | 102    |
| 7    | Ingrid Jacquemod | 98     |
| 8    | Elisabeth Görgl  | 95     |
| 9    | Nicole Hosp      | 82     |
| 10   | Rabea Grand      | 68     |

## Calendrier et résultats

### Messieurs
| Date              | Lieu               | Épreuve       | Vainqueur             | Second                     | Troisième                         |
| ----------------- | ------------------ | ------------- | --------------------- | -------------------------- | --------------------------------- |
| 28 octobre 2007   | Sölden             | Géant         | Aksel Lund Svindal    | Ted Ligety                 | Kalle Palander                    |
| 11 novembre 2007  | Reiteralm          | Slalom        | Marc Gini             | Kalle Palander             | Manfred Mölgg                     |
| 24 novembre 2007  | Lake Louise        | Descente      | Jan Hudec             | Marco Sullivan             | Andreas Buder                     |
| 25 novembre 2007  | Lake Louise        | Super G       | Aksel Lund Svindal    | Benjamin Raich             | Didier Cuche                      |
| 29 novembre 2007  | Beaver Creek       | Super combiné | Daniel Albrecht       | Jean-Baptiste Grange       | Ondrej Bank                       |
| 30 novembre 2007  | Beaver Creek       | Descente      | Michael Walchhofer    | Steven Nyman               | Didier Cuche                      |
| 1er décembre 2007 | Beaver Creek       | Géant         | Daniel Albrecht       | Mario Matt                 | Didier Cuche                      |
| 2 décembre 2007   | Beaver Creek       | Super G       | Hannes Reichelt       | Mario Scheiber             | Christoph Gruber                  |
| 8 décembre 2007   | Bad Kleinkirchheim | Géant         | Massimiliano Blardone | Manfred Mölgg              | Ted Ligety                        |
| 9 décembre 2007   | Bad Kleinkirchheim | Slalom        | Benjamin Raich        | Jens Byggmark              | Manfred Mölgg                     |
| 14 décembre 2007  | Val Gardena        | Super G       | Didier Cuche          | Bode Miller                | Marco Büchel                      |
| 15 décembre 2007  | Val Gardena        | Descente      | Michael Walchhofer    | Didier Cuche               | Scott Macartney                   |
| 16 décembre 2007  | Alta Badia         | Géant         | Kalle Palander        | Benjamin Raich             | Marc Berthod                      |
| 17 décembre 2007  | Alta Badia         | Slalom        | Jean-Baptiste Grange  | Felix Neureuther           | Ted Ligety                        |
| 29 décembre 2007  | Bormio             | Descente      | Bode Miller           | Andreas Buder              | Jan Hudec                         |
| 5 janvier 2008    | Adelboden          | Géant         | Marc Berthod          | Daniel Albrecht            | Hannes Reichelt                   |
| 6 janvier 2008    | Adelboden          | Slalom        | Mario Matt            | Benjamin Raich             | Felix Neureuther                  |
| 11 janvier 2008   | Wengen             | Super combiné | Jean-Baptiste Grange  | Daniel Albrecht            | Bode Miller                       |
| 12 janvier 2008   | Wengen             | Slalom        | Jean-Baptiste Grange  | Jens Byggmark              | Ted Ligety                        |
| 13 janvier 2008   | Wengen             | Descente      | Bode Miller           | Didier Cuche               | Manuel Osborne-Paradis            |
| 18 janvier 2008   | Kitzbühel          | Super G       | Marco Büchel          | Hermann Maier              | Didier Cuche                      |
| 19 janvier 2008   | Kitzbühel          | Descente      | Didier Cuche          | Bode Miller Mario Scheiber |                                   |
| 20 janvier 2008   | Kitzbühel          | Slalom        | Jean-Baptiste Grange  | Jens Byggmark              | Mario Matt                        |
| 20 janvier 2008   | Kitzbühel          | Combiné       | Bode Miller           | Benjamin Raich             | Rainer Schönfelder Ivica Kostelić |
| 22 janvier 2008   | Schladming         | Slalom        | Mario Matt            | Jean-Baptiste Grange       | Manfred Mölgg                     |
| 26 janvier 2008   | Chamonix           | Descente      | Marco Sullivan        | Didier Cuche               | Andrej Jerman                     |
| 27 janvier 2008   | Chamonix           | Super combiné | Bode Miller           | Ivica Kostelić             | Rainer Schönfelder                |
| 3 février 2008    | Val d'Isère        | Super combiné | Bode Miller           | Ivica Kostelić             | Natko Zrnčić-Dim                  |
| 9 février 2008    | Garmisch           | Slalom        | Reinfried Herbst      | Manfred Mölgg              | Ivica Kostelić                    |
| 17 février 2008   | Zagreb             | Slalom        | Mario Matt            | Ivica Kostelić             | Reinfried Herbst                  |
| 21 février 2008   | Whistler           | Super G       | Christoph Gruber      | Hannes Reichelt            | Ales Gorza                        |
| 23 février 2008   | Whistler           | Géant         | Hannes Reichelt       | Didier Cuche               | Benjamin Raich                    |
| 29 février 2008   | Kvitfjell          | Descente I    | Werner Heel           | Bode Miller                | Klaus Kröll                       |
| 1er mars 2008     | Kvitfjell          | Descente II   | Bode Miller           | Didier Cuche               | Werner Heel                       |
| 2 mars 2008       | Kvitfjell          | Super G       | Georg Streitberger    | Bode Miller                | Didier Cuche                      |
| 8 mars 2008       | Kranjska Gora      | Géant         | Ted Ligety            | Manfred Mölgg              | Massimiliano Blardone             |
| 9 mars 2008       | Kranjska Gora      | Slalom        | Manfred Mölgg         | Ivica Kostelić             | Marcel Hirscher                   |
| 12 mars 2008      | Bormio             | Descente      | Annulé                | Annulé                     | Annulé                            |
| 13 mars 2008      | Bormio             | Super G       | Hannes Reichelt       | Didier Defago              | Ales Gorza                        |
| 14 mars 2008      | Bormio             | Géant         | Ted Ligety            | Benjamin Raich             | Cyprien Richard                   |
| 15 mars 2008      | Bormio             | Slalom        | Reinfried Herbst      | Daniel Albrecht            | Marcel Hirscher                   |

### Dames
| Date              | Lieu              | Épreuve       | Vainqueur                         | Seconde           | Troisième               |
| ----------------- | ----------------- | ------------- | --------------------------------- | ----------------- | ----------------------- |
| 27 octobre 2007   | Sölden            | Géant         | Denise Karbon                     | Julia Mancuso     | Kathrin Zettel          |
| 10 novembre 2007  | Reiteralm         | Slalom        | Marlies Schild                    | Nicole Hosp       | Chiara Costazza         |
| 24 novembre 2007  | Panorama (en)     | Géant         | Denise Karbon                     | Elisabeth Görgl   | Manuela Mölgg           |
| 25 novembre 2007  | Panorama (en)     | Slalom        | Marlies Schild                    | Sarka Zahrobska   | Ana Jelušić             |
| 1er décembre 2007 | Lake Louise       | Descente      | Lindsey Vonn                      | Renate Götschl    | Britt Janyk             |
| 2 décembre 2007   | Lake Louise       | Super G       | Martina Schild                    | Maria Riesch      | Jessica Lindell-Vikarby |
| 8 décembre 2007   | Aspen             | Descente      | Britt Janyk                       | Marlies Schild    | Renate Götschl          |
| 9 décembre 2007   | Aspen             | Slalom        | Nicole Hosp                       | Tanja Poutiainen  | Kathrin Zettel          |
| 15 décembre 2007  | Saint-Moritz      | Descente      | Anja Pärson                       | Lindsey Vonn      | Maria Riesch            |
| 16 décembre 2007  | Saint-Moritz      | Super G       | Anja Pärson                       | Emily Brydon      | Renate Götschl          |
| 21 décembre 2007  | Sankt Anton       | Descente      | Lindsey Vonn                      | Kelly Vanderbeek  | Julia Mancuso           |
| 22 décembre 2007  | Sankt Anton       | Super combiné | Lindsey Vonn                      | Maria Riesch      | Julia Mancuso           |
| 28 décembre 2007  | Lienz             | Géant         | Denise Karbon                     | Julia Mancuso     | Nicole Gius             |
| 29 décembre 2007  | Lienz             | Slalom        | Chiara Costazza                   | Nicole Hosp       | Tanja Poutiainen        |
| 5 janvier 2008    | Spindleruv Mlyn   | Géant         | Denise Karbon                     | Tanja Poutiainen  | Elisabeth Görgl         |
| 6 janvier 2008    | Spindleruv Mlyn   | Slalom        | Marlies Schild                    | Veronika Zuzulová | Maria Riesch            |
| 12 janvier 2008   | Maribor           | Géant         | Elisabeth Görgl                   | Manuela Mölgg     | Denise Karbon           |
| 13 janvier 2008   | Maribor           | Slalom        | Nicole Hosp                       | Veronika Zuzulová | Marlies Schild          |
| 19 janvier 2008   | Cortina d'Ampezzo | Descente      | Lindsey Vonn                      | Anja Pärson       | Emily Brydon            |
| 20 janvier 2008   | Cortina d'Ampezzo | Super G I     | Maria Holaus                      | Julia Mancuso     | Nicole Hosp             |
| 21 janvier 2008   | Cortina d'Ampezzo | Super G II    | Maria Riesch                      | Elisabeth Görgl   | Renate Götschl          |
| 26 janvier 2008   | Ofterschwang      | Géant         | Denise Karbon                     | Nicole Hosp       | Elisabeth Görgl         |
| 27 janvier 2008   | Ofterschwang      | Slalom        | Marlies Schild                    | Therese Borssen   | Nicole Hosp             |
| 2 février 2008    | Saint-Moritz      | Descente      | Tina Maze                         | Maria Holaus      | Lara Gut                |
| 3 février 2008    | Saint-Moritz      | Super G       | Emily Brydon                      | Elisabeth Görgl   | Renate Götschl          |
| 9 février 2008    | Sestrière         | Descente      | Lindsey Vonn                      | Kelly Vanderbeek  | Nadia Fanchini          |
| 10 février 2008   | Sestrière         | Super G       | Andrea Fischbacher Fabienne Suter |                   | Maria Riesch            |
| 15 février 2008   | Zagreb            | Slalom        | Tanja Poutiainen                  | Marlies Schild    | Veronika Zuzulová       |
| 22 février 2008   | Whistler          | Descente      | Nadia Styger                      | Lindsey Vonn      | Julia Mancuso           |
| 24 février 2008   | Whistler          | Super combiné | Maria Riesch                      | Marlies Schild    | Anja Pärson             |
| 1er mars 2008     | Arber-Zwiesel     | Géant         | Annulé                            | Annulé            | Annulé                  |
| 2 mars 2008       | Arber-Zwiesel     | Slalom        | Annulé                            | Annulé            | Annulé                  |
| 8 mars 2008       | Crans Montana     | Descente      | Lindsey Vonn                      | Renate Götschl    | Nadia Fanchini          |
| 9 mars 2008       | Crans Montana     | Super combiné | Anja Pärson                       | Maria Riesch      | Lindsey Vonn            |
| 12 mars 2008      | Bormio            | Descente      | Annulé                            | Annulé            | Annulé                  |
| 13 mars 2008      | Bormio            | Super G       | Fabienne Suter                    | Lindsey Vonn      | Alexandra Meissnitzer   |
| 14 mars 2008      | Bormio            | Slalom        | Marlies Schild                    | Veronika Zuzulová | Sarka Zahrobska         |
| 15 mars 2008      | Bormio            | Géant         | Elisabeth Görgl                   | Manuela Mölgg     | Kathrin Zettel          |

## Coupe des nations
| Rang | Nom        | Points |
| ---- | ---------- | ------ |
| 1    | Autriche   | 13560  |
| 2    | Suisse     | 6458   |
| 3    | Italie     | 6324   |
| 4    | États-Unis | 5965   |
| 5    | France     | 3815   |
| 6    | Canada     | 3637   |
| 7    | Suède      | 3221   |
| 8    | Allemagne  | 2535   |
| 9    | Slovénie   | 1804   |
| 10   | Finlande   | 1302   |

| Rang | Nom        | Points |
| ---- | ---------- | ------ |
| 1    | Autriche   | 7003   |
| 2    | Suisse     | 4064   |
| 3    | Italie     | 3721   |
| 4    | États-Unis | 3202   |
| 5    | France     | 2382   |
| 6    | Canada     | 2046   |
| 7    | Slovénie   | 1273   |
| 8    | Suède      | 1217   |
| 9    | Croatie    | 966    |
| 10   | Finlande   | 516    |

| Rang | Nom                | Points |
| ---- | ------------------ | ------ |
| 1    | Autriche           | 6557   |
| 2    | États-Unis         | 2763   |
| 3    | Italie             | 2603   |
| 4    | Suisse             | 2394   |
| 5    | Allemagne          | 2100   |
| 6    | Suède              | 2004   |
| 7    | Canada             | 1591   |
| 8    | France             | 1433   |
| 9    | Finlande           | 786    |
| 10   | République tchèque | 531    |
|      | Slovénie           | 531    |

Classement final